# Гізур

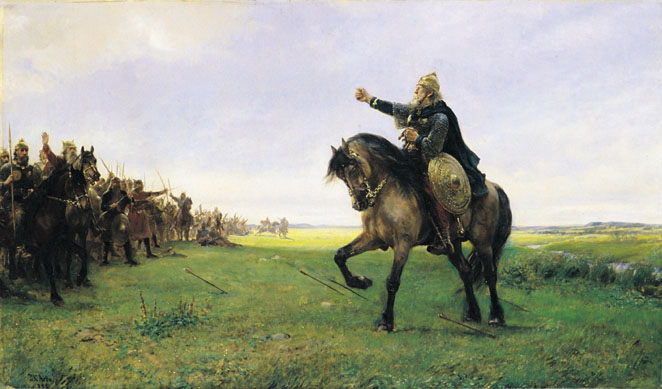
Гізур викликає ґунів на бій

Гізур (Gizurr Grýtingaliði або Gissur)  — легендарний король ґеатів або король ґотів. Згадується в "Битві ґотів і гунів", яка включена в Сагу про Гервер та у збірці "Поетичної Едди". 
Гізур був прийомним батьком короля остґотів Гейдрика, який захопив владу в Рейдґоталанді, землях де мешкали ґоти (див. Ойум і Черняхівська культура) на Придніпров'ї (сучасні терени України).

## Історія
Гізур був вихователем Гейдрика Гофундссона (сина короля ґотів Гофунда та діви-воїна Гервори), що мешкали в Рейдґоталанді - землях на Північному Причорномор'ї та берегах Дніпра. Дія Саги  відбувається у часі до IV століття н.е., під час великого переселення народів.
У "Сазі про Герверара" сказано:
| Þá réðu þessir konungar löndum, er hér segir: | У ті часи володарювари королі, які правили землями: |
| Ár kváðu Humla                                | володар Ґумла                                       |
| Húnum ráða,                                   | правив над гунами,                                  |
| Gizur Gautum,                                 | Гізур ґеатами,                                      |
| Gotum Angantý,                                | ґотами Ангантир,                                    |
| Valdar Dönum                                  | Вальдар датчанами,                                  |
| gallerna Kjar...                              | галами Кйар..                                       |

Гейдрик вимушений був покинути батьківщину, через його непокірний і запальний темперамент, і його віддали на виховання мудрому Гізуру.

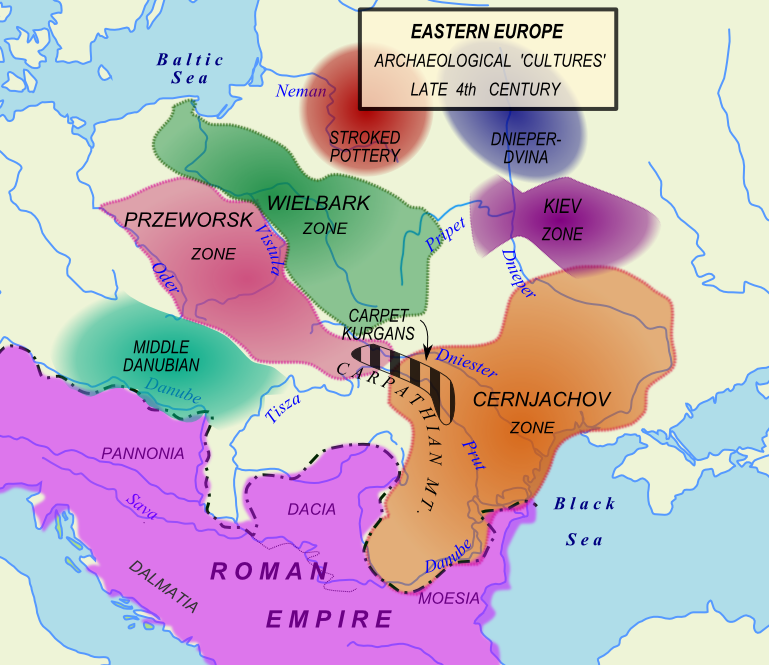
Терени України в 4 ст. н.е.

Гейдрик виріс, захопив владу й став королем остґотів. Коли він помер, Гізур вирушив до столиці остґотів Архаймара, що на річці Дніпро, щоб вшанувати пам'ять про свого вихованця. Син Гейдрика Ангантир, названий на честь свого дядька Ангантира Гофундссона (Angantyr Höfundsson), ставши королем остґотів після смерті батька, влаштував велику тризну на його честь. 
Під час урочистостей прийшов позашлюбний син (за іншими джерелами - син від першої дружини) Гейдрика Ґлод (Ґлед) і вимагав свою частку спадщини батька. Ґлед виріс з гунами, бо його матір'ю була королевна Сіфка (Сіфека), донька короля гунів Ґумла. 
Ангантир запропонував своєму зведеному братові третину ґотського королівства, але, перш ніж Ґлед встиг відповісти, Гізур сказав, що Глед був байстрюком, який не має права на спадщину.
Це призвело до походу гунів на ґотів. Ґлед та Ґумлі зібрали майже 350 000 військо. 
Війна почалась в околицях лісу Мюрквід (Темного лісу) — між землями ґотів і гунів. Гуни напали на ґотську фортецю, яку обороняла Гервора III — сестра Ангантира. Фортеця впала. 
Хоча у ґотів військо було вдвічі менше ніж у гунів, відбулась нова битва на Дунаї. Гізур підтримав Ангантира й привів власне велике військо. 
Одного дня Гізур під'їхав до гунів настільки близько, що міг розмовляти до них. Він прокричав, що Одін гнівався на них і що вони були приречені на програш, що ґоти не бояться гунів та їх луків. Ґлод хотів наказати своїм воїнам, щоб вони вбили Гізура, але Ґумлі відповів, що одиноких представників ворожої армії не можна вбивати.
Ґлод ображений на Гізура, зневажливо називав його замість "Grýtingaliði" простим воїном-остґотом "Greutungi" та "служкою Ангантира".
| Taki þér Gizur      | Він називав Гізура     |
| Grýtingalinða,      | простим остготом,      |
| mann Angantýs,      | служкою Ангантира,     |
| kominn af Árheimum. | що прибув з Архаймару. |

Гізур повернувся до Ангантира і повідомив про чисельність та озброєння гнського війська. Ангантир мобілізував усіх озброєних людей у своєму королівстві і рушив до Дунаю назустріч величезній гунській армії.
Цього разу об'єднані сили остґотів і вестґотів (або ґеатів) Ангантира і Гізура перемогли. Ця легендарна битва на рівнинах Дунаю, згідно з Сагою, тривала вісім днів. Гізур особисто розпочав битву, перекинувши спис через лінію оборони гунів.
Під час битви Гізур загинув, після того, як він сам вбив короля гунів Ґумла. Ґлед також поліг на полі бою. 
Історичним аналогом цієї битви була Битва при Недао. Король гунів Ґумла - був одним з синів Короля гунів, ґотів, данців та мідян Аттіли. Після битви вождь Ангантир продовжив своє правління в Рейдґоталанді.